# Tramwaje Śląskie
Tramwaje Śląskie – przedsiębiorstwo (spółka akcyjna) zajmujące się wykonywaniem przewozów tramwajowych na terenie Górnośląskiego Okręgu Przemysłowego oraz utrzymywaniem infrastruktury tramwajowej.
Przedsiębiorstwo zostało utworzone 1 stycznia 2003, jako spółka Skarbu państwa, w wyniku przekształcenia przedsiębiorstwa państwowego Przedsiębiorstwo Komunikacji Tramwajowej w Katowicach. 30 maja 2007 akcje spółki zostały nieodpłatnie przekazane do Komunikacyjnego Związku Komunalnego Górnośląskiego Okręgu Przemysłowego, a stamtąd – do zainteresowanych gmin konurbacji górnośląskiej, kończąc tym samym wieloletni proces komunalizacji. We wrześniu 2023 swoje udziały sprzedały nieodpłatnie miasta Sosnowiec i Dąbrowa Górnicza do GZMu. 25.07.2025 spółka zmieniła siedzibę z Chorzowa na Katowice (Zajezdnia Zawodzie)

## Struktura własnościowa
Według stanu na 25 stycznia 2024 kapitał zakładowy spółki wynosi 149 885 310 zł, a składa się z 14 988 531 akcji serii A, B, C, D, E, F i G o wartości nominalnej 10 zł każda, rozdzielonych w następujący sposób:
1. Katowice: 8 300 536 (55,379% akcji)
2. Górnośląsko-Zagłębiowska Metropolia: 6 687 995 (44,621% akcji)[4]

## Galeria

Tramwaje należące do Tramwajów Śląskich SA
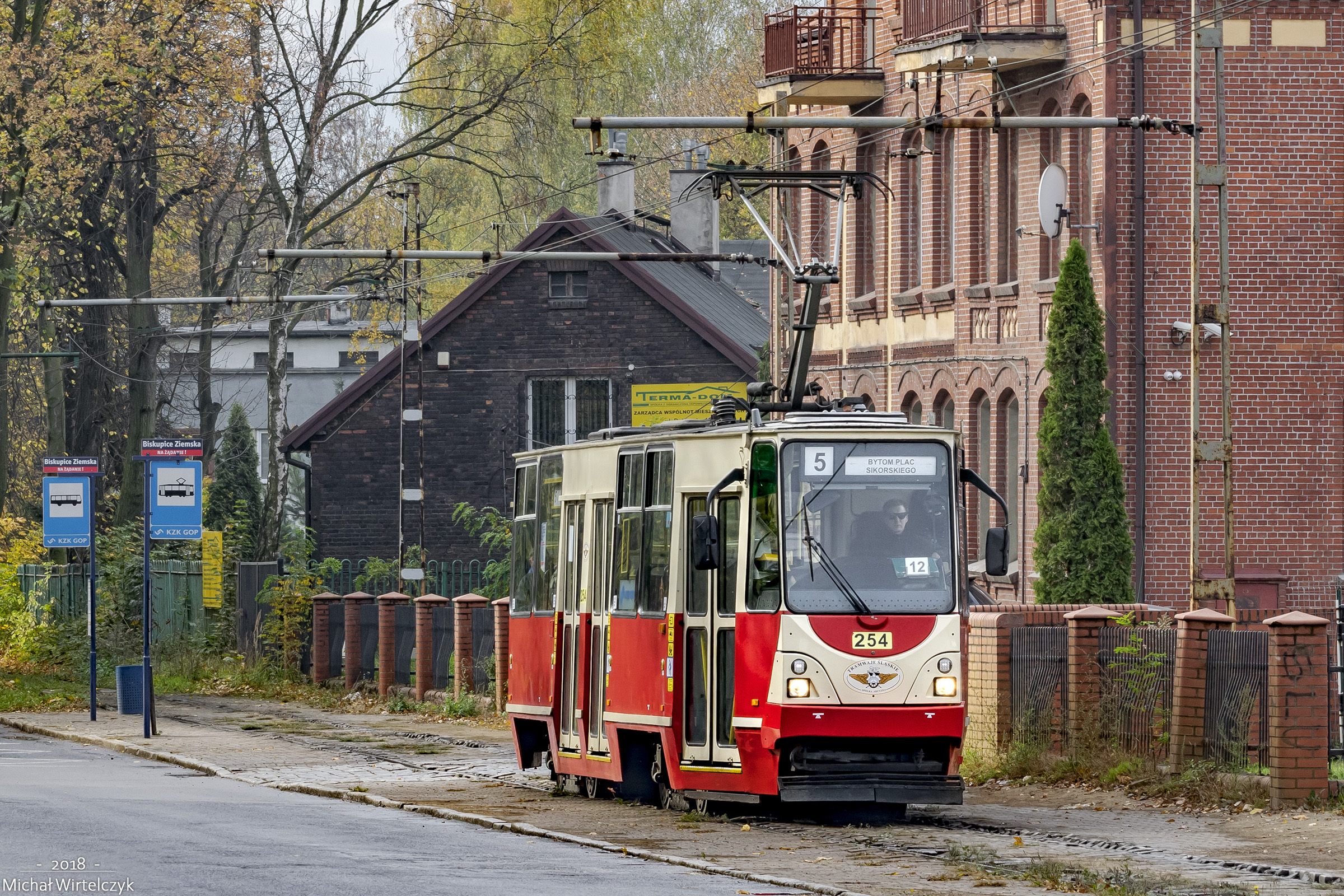
Zmodernizowany w 2011 roku Konstal 105Na o numerze taborowym #254 mija przystanek Biskupice Ziemska (na żądanie) w Zabrzu.
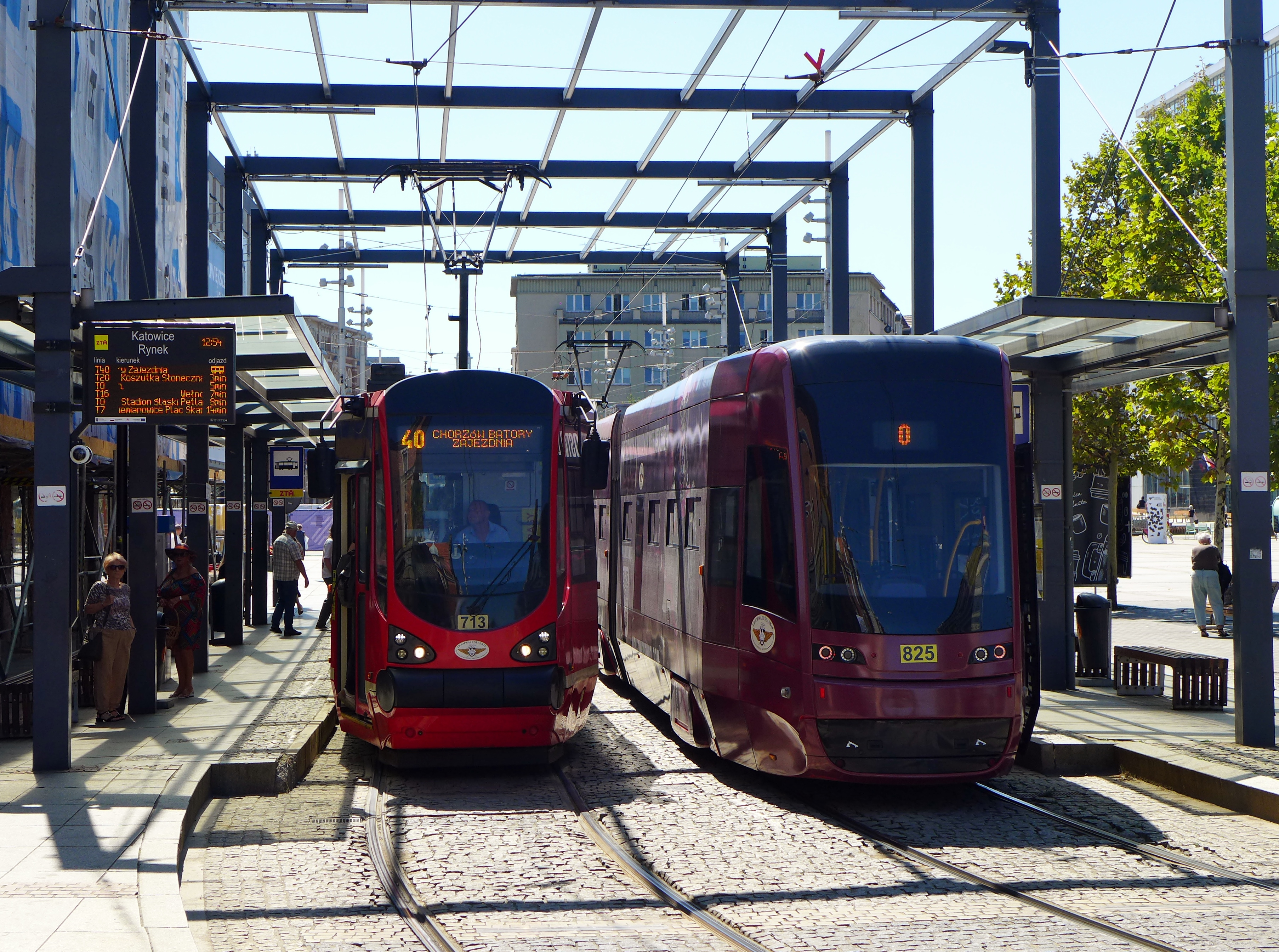
105N-HF11AC o numerze taborowym #713 i 2012N o numerze taborowym #825 na przystanku Katowice Rynek.
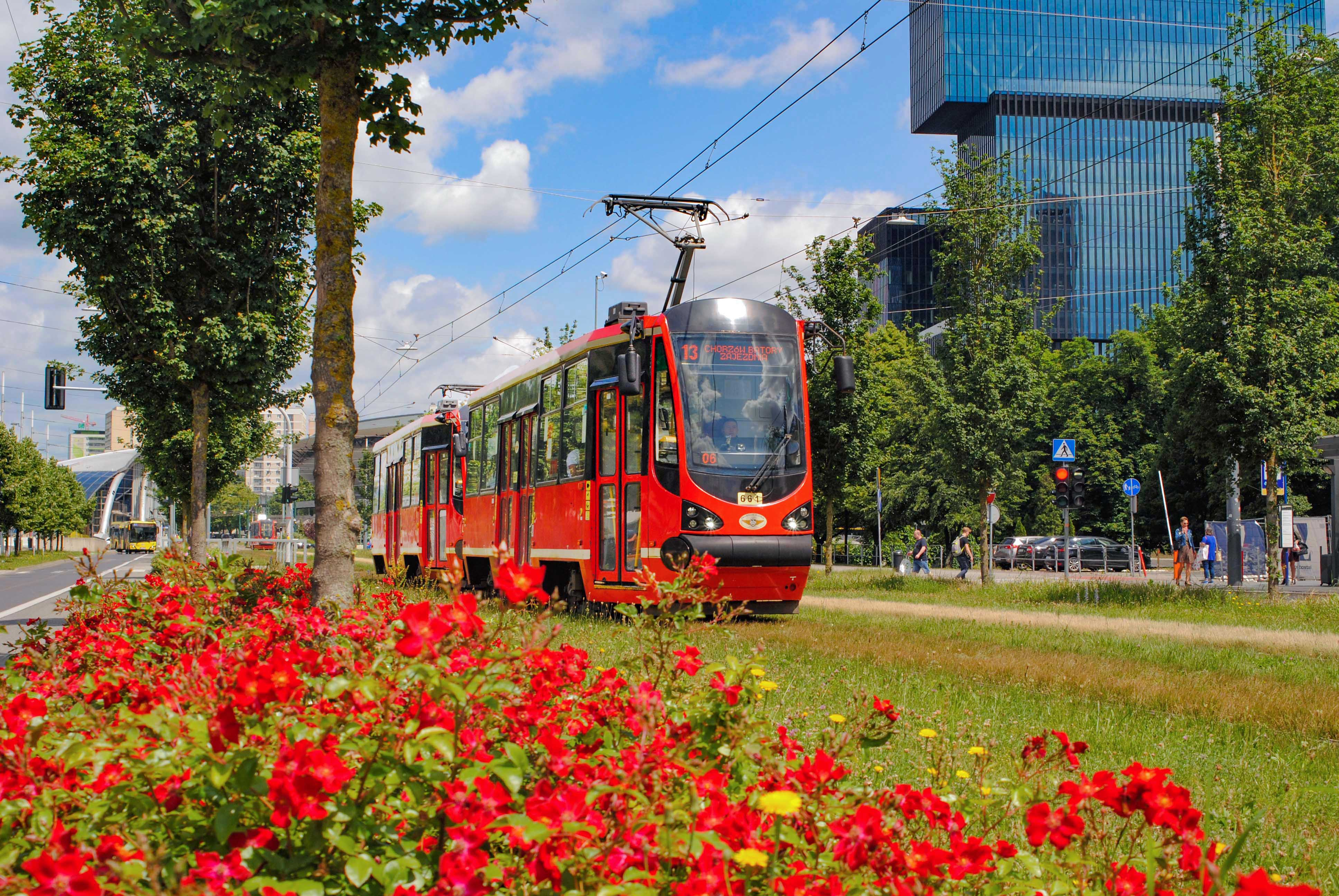
105N-HF11AC w Katowicach.
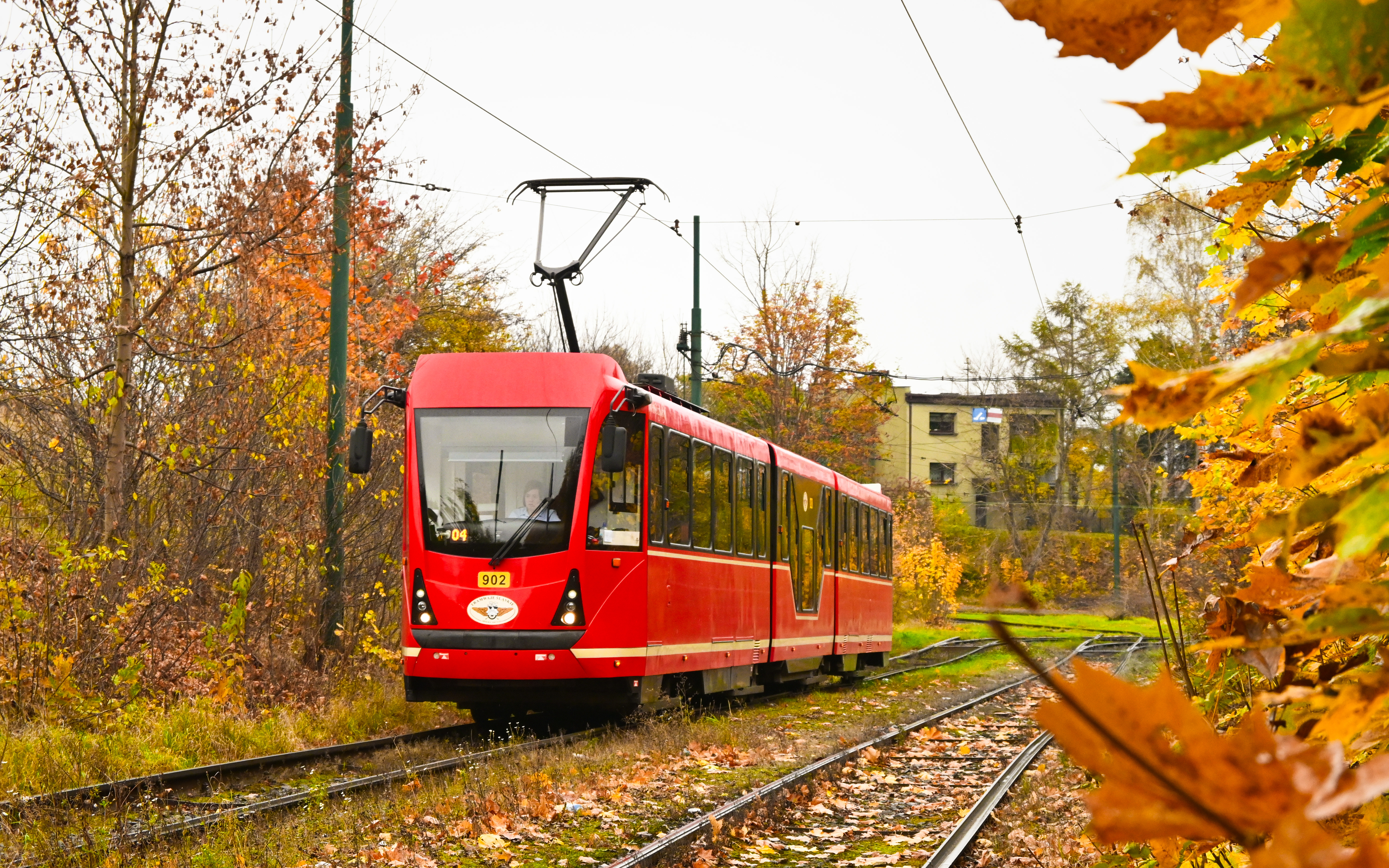
Zmodernizowany Duewag Ptm o numerze taborowym #902 w Będzinie.
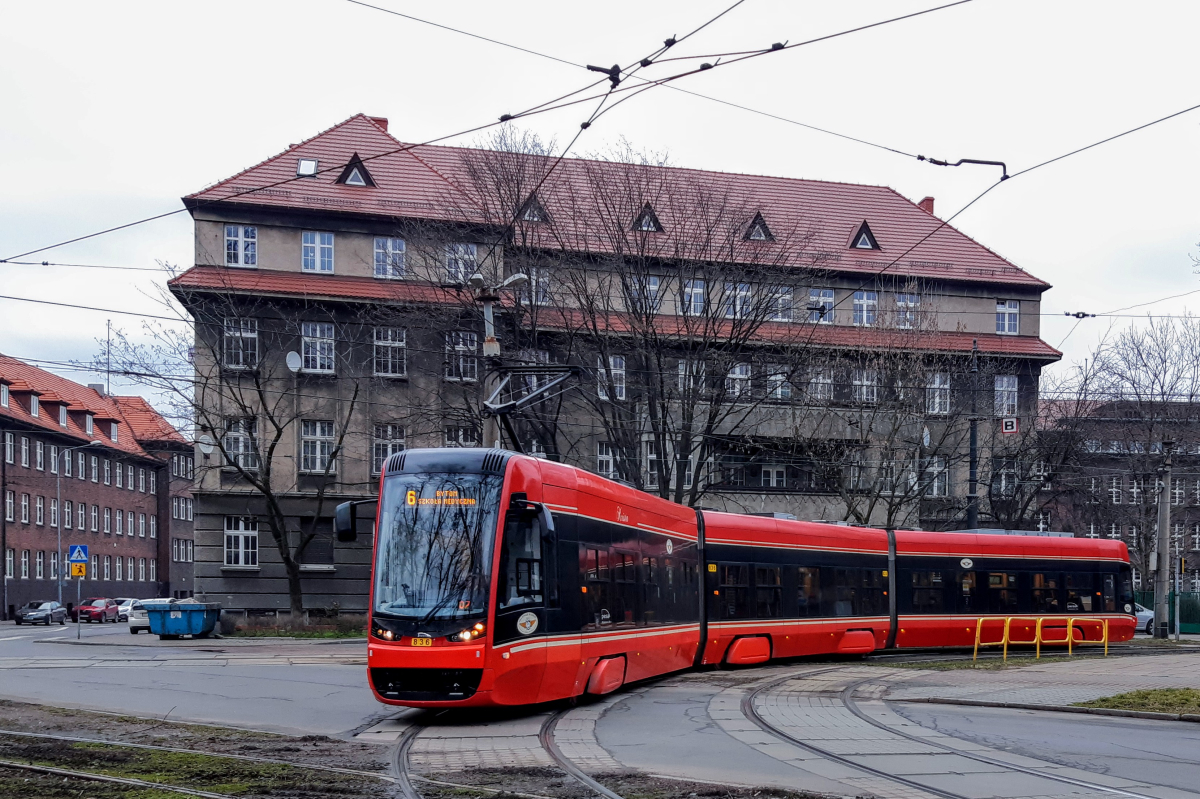
2012N o numerze taborowym #836 podczas przejazdu przez ulicę Chrzanowskiego w Bytomiu.
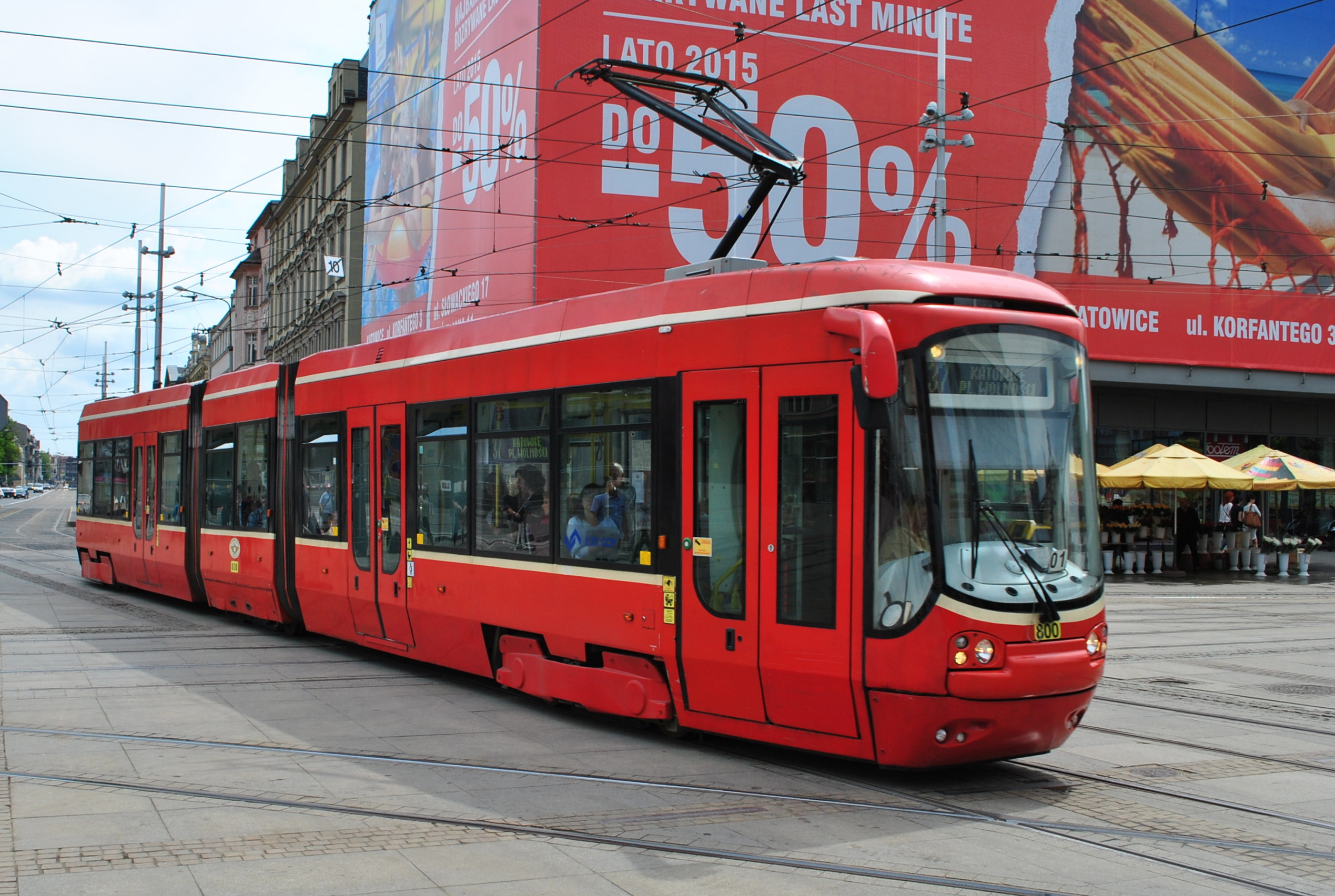
Alstom Citadis 100 o numerze taborowym #800 przejeżdża przez Rynek w Katowicach.
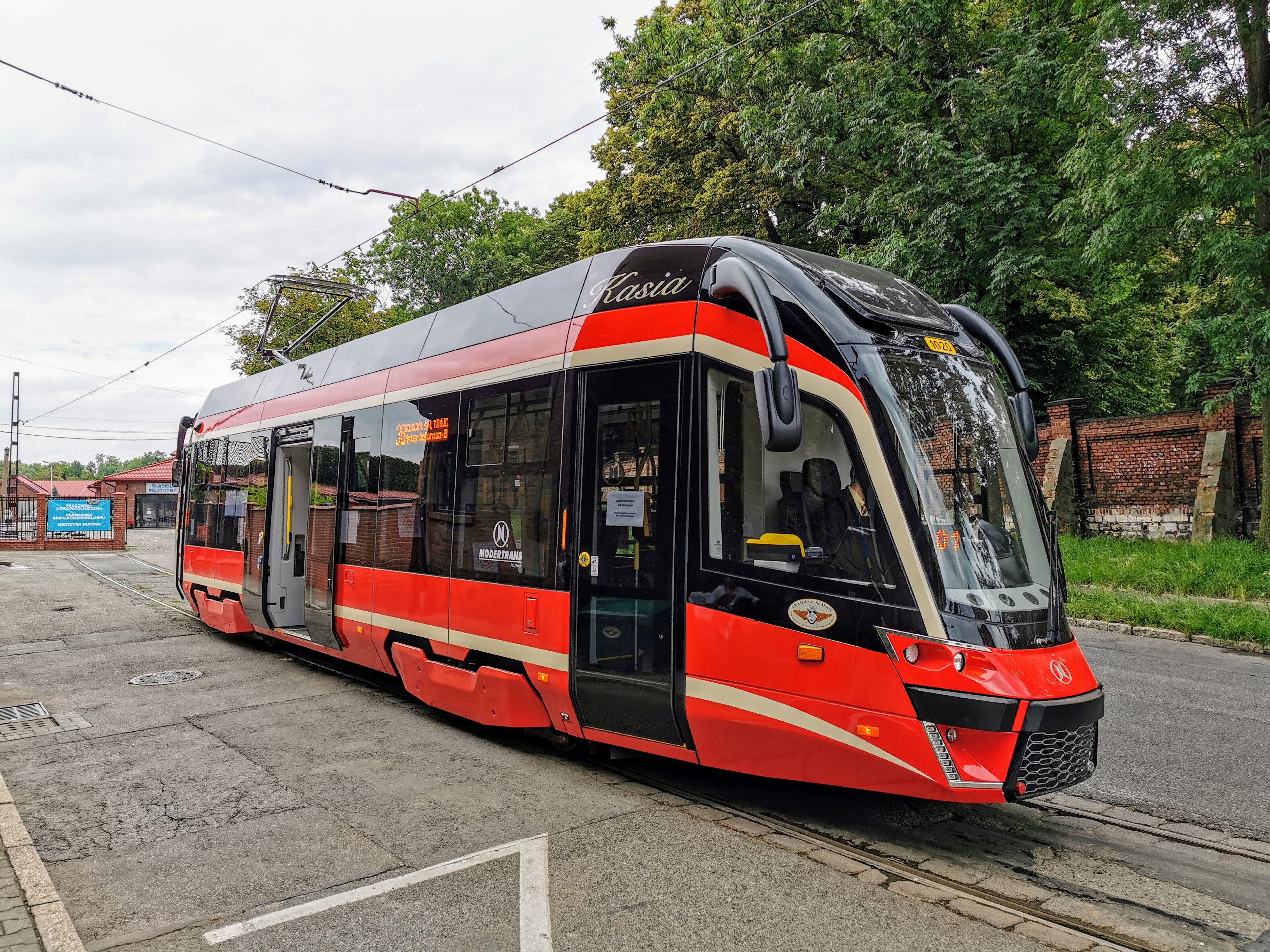
Moderus Beta MF 11 AC BD o numerze taborowym #1020 stoi na przystanku Powstańców Śląskich w Bytomiu.
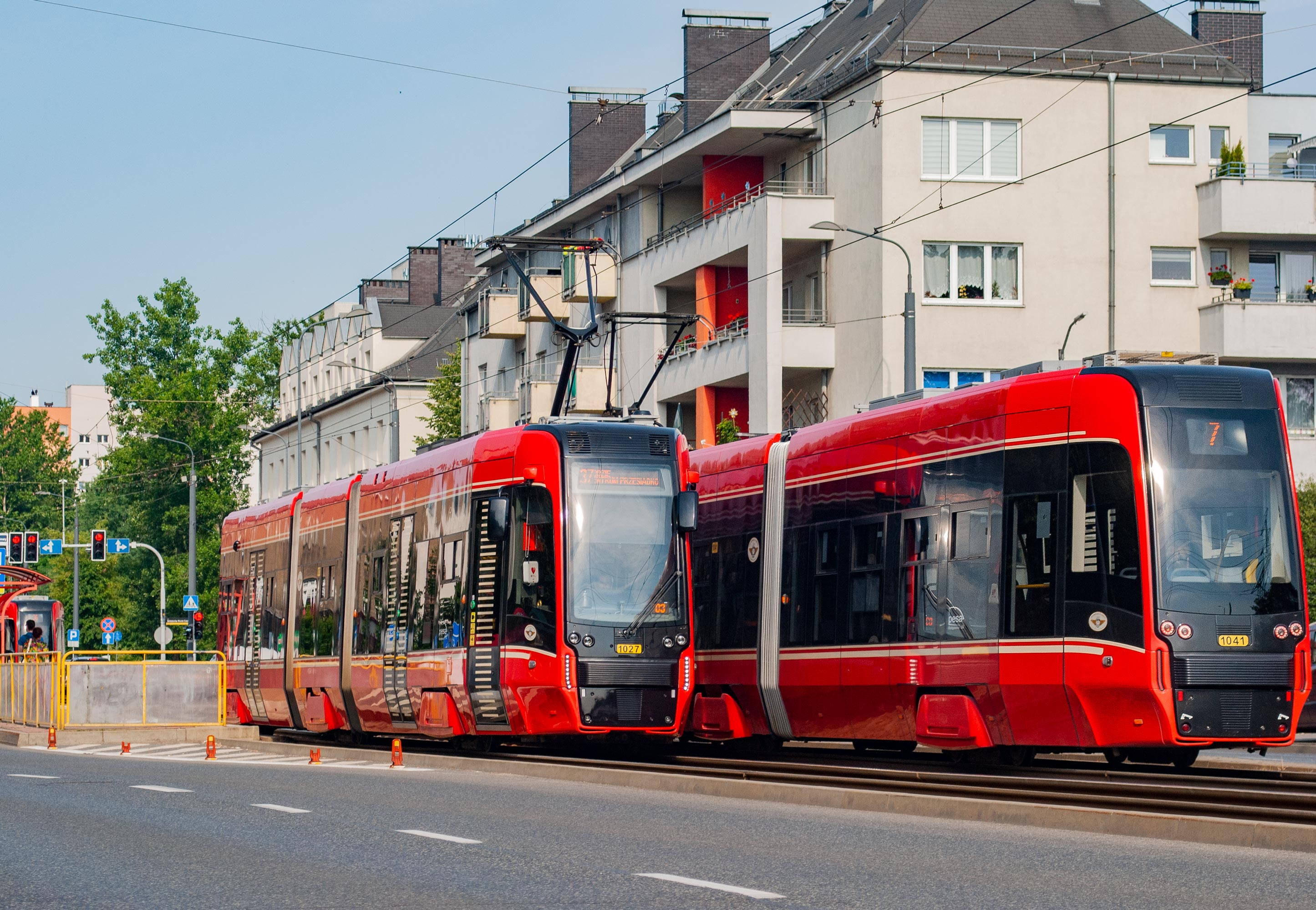
Tramwaje Pesa Twist 2017N na ulicy 1 maja na Zawodziu.
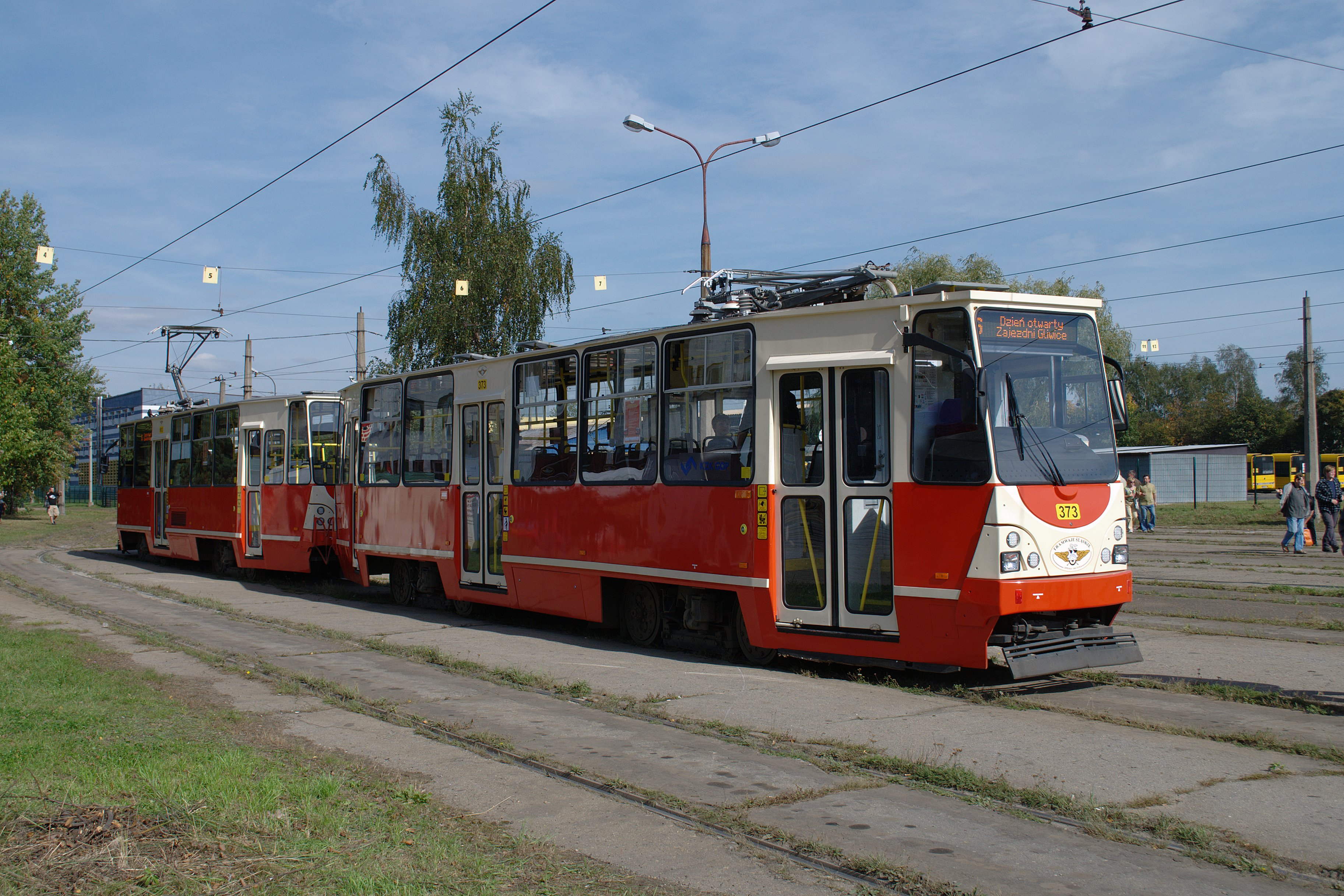
111N na zajezdni w Gliwicach.
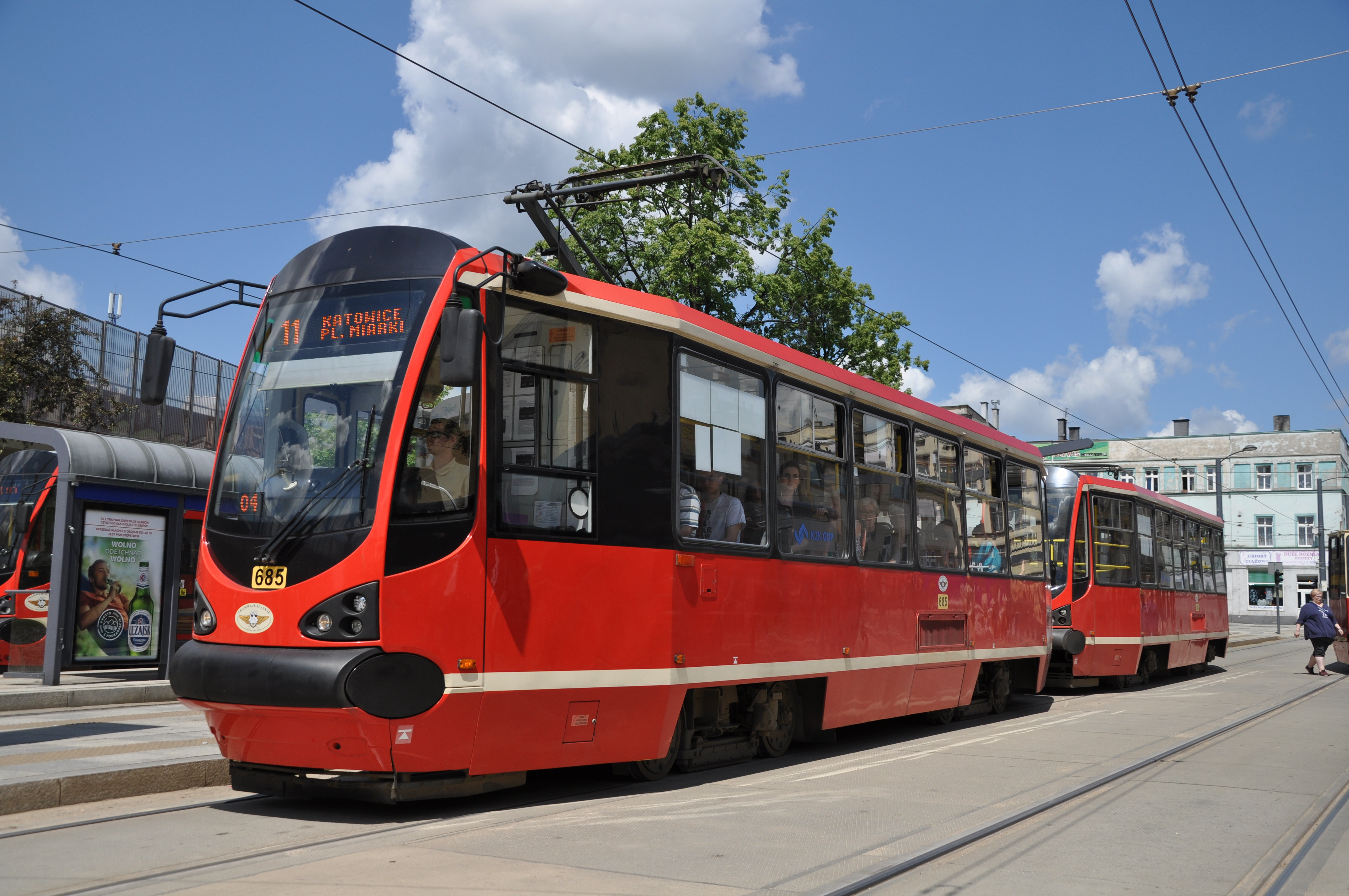
105N-HF11AC na rynku w Chorzowie
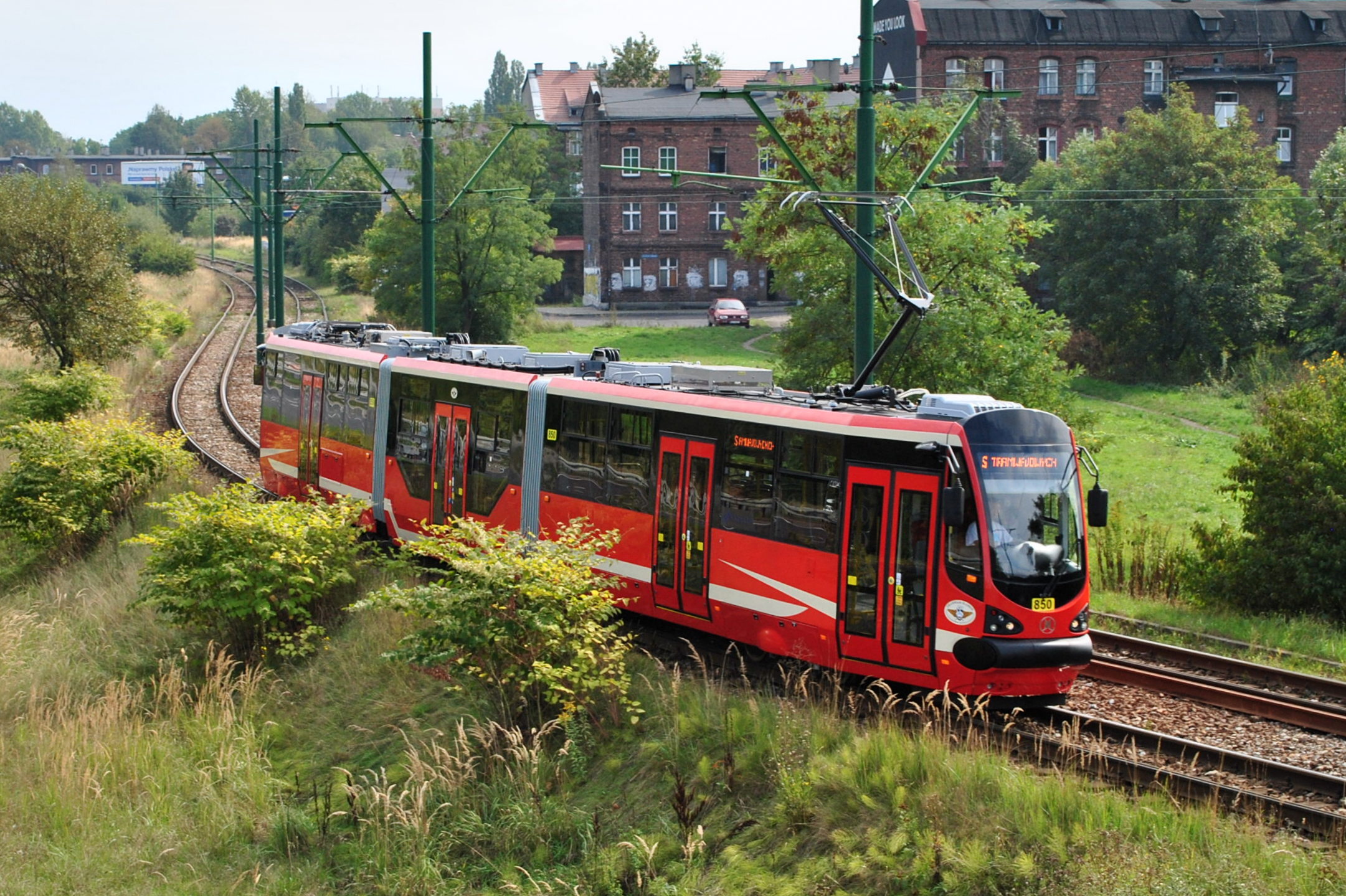
Moderus Beta MF 16 AC BD o numerze #850 na Załężu.
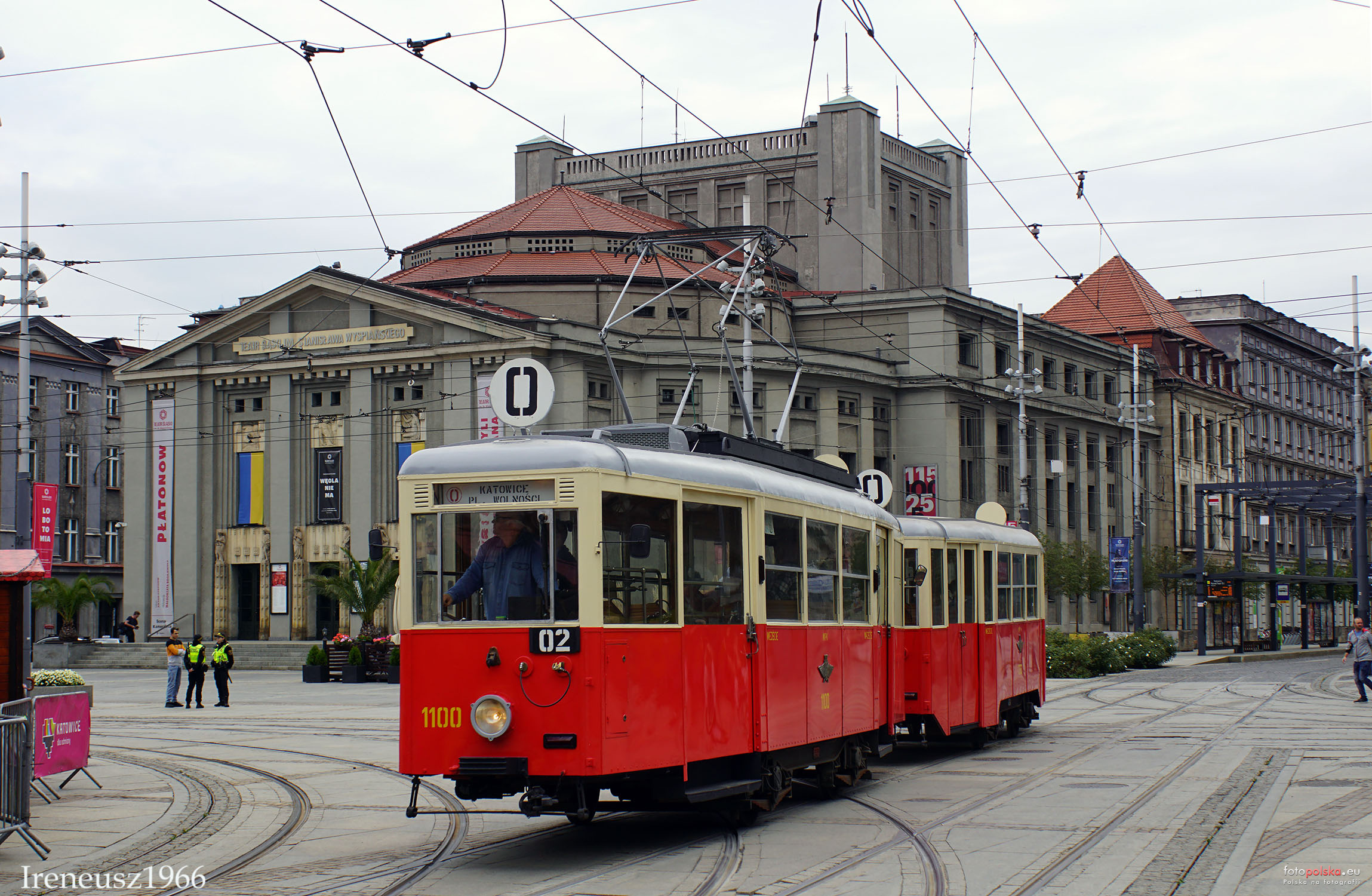
Zabytkowy N o numerze taborowym #1100 + 4ND #1263 na rynku w Katowicach.